# Герб Гренады
Официальный герб Гренады (англ. Coat of arms of Grenada) — щит, разделённый на четыре части золотым крестом.

## Описание
В центре креста — каравелла (каракка) Колумба «Санта-Мария»: остров Гренада открыт Колумбом в 1498 г. Британский лев на красной области показан в верхней левой и нижней правой секциях щита на красном поле, лилия с золотым полумесяцем расположена аналогичным образом  на зелёном поле. Щит венчает золотая корона, украшенная гирляндой ветвей бугенвиллеи. В гирлянде семь красных роз, которые символизируют семь сообществ Гренады (шесть округов и две зависимые территории).
Щит поддерживают с одной стороны армадилл (броненосец), стоящий перед стеблем кукурузы, с другой — гренадская лептотила (Leptotila wellsi, вид из рода голубей-лептотил, национальная птица Гренады), стоящая под «банановой пальмой». Основание: горы, поля и Великое Озеро Гренады — Этанг. Лента: национальный девиз «Неизменно Веря в Бога, мы стремимся, строим и продвигаемся как один народ».
Герб был принят нацией острова в 1974 году после обретения независимости (от Великобритании).